# Moyeuvre-Grande
Moyeuvre-Grande é uma comuna francesa na região administrativa de Grande Leste, no departamento de Mosela. Estende-se por uma área de 9,59 km². Em 2010 a comuna tinha 7 728 habitantes (densidade: 805,8 hab./km²).